# Songs of Yesterday
Songs of Yesterday ist ein Musik-Kurzfilm mit der Opernsängerin Abbie Mitchell, der 1922 veröffentlicht wurde.

## Hintergrund
Songs of Yesterday wurde von Lee De Forest im Rahmen seiner frühen Experimente mit dem neuen Medium Tonfilm in den frühen 1920er-Jahren produziert und hatte 1922 Premiere. In dem Kurzfilm von circa zwei Minuten Länge tritt die Sängerin Abbie Mitchell (The Colored Prima Donna, 1884–1960) auf der Bühne der New York Dixie Review auf. Die De Forest Phonofilm filmte mit einem rein filmwissenschaftlichen Interesse die Sängerin auf der Bühne in einer einzigen Einstellung bei fester Kameraposition; ähnlich wie bei den weiteren Versuchen dieser Zeit mit den Sängern Eddie Cantor (A Few Moments with Eddie Cantor), George Jessel, Molly Picon, den Vaudeville-Künstlern Eva Puck und Sammy White sowie mit den Songwritern Noble Sissle und Eubie Blake (Noble Sissle and Eubie Blake Sing Snappy Songs). Der Film wird in der Sammlung von Maurice Zouary und Ray Pointer aufbewahrt; er wurde im Auftrag der Library of Congress von Maurice Zouary restauriert und 2004 auf der DVD First Sound of Movies veröffentlicht.